# Dauphins de Créteil
Les Dauphins de Créteil est un club sportif français de natation sportive et de water-polo situé à Créteil (Val-de-Marne).

## Historique

### Water-polo
L'équipe féminine des Dauphins fut championne de France huit fois consécutivement entre 1986 et 1993. Elle fut également finaliste de la Ligue des Champions en 1988.

### Natation sportive
Christophe Bourdon fut sélectionné aux Jeux olympiques d'été de 1992. Parmi les titres glanés par des sociétaires du club, citons le titre hivernal de champion France féminin sur 4x100 mètres quatre nages en 1988 (4 min 26 s 38).
Au classement 2005 de la Fédération française de natation, les Dauphins pointent au 36e rang national. Au niveau élite, en bassin de 50 mètres, le club est classé 29e. En termes de licenciés, le club pointe au 399e rang national.
Béatrice Davot fut sacrée championne de France en 1992 sur 100 m papillon à Mennecy.